# روتر کانال

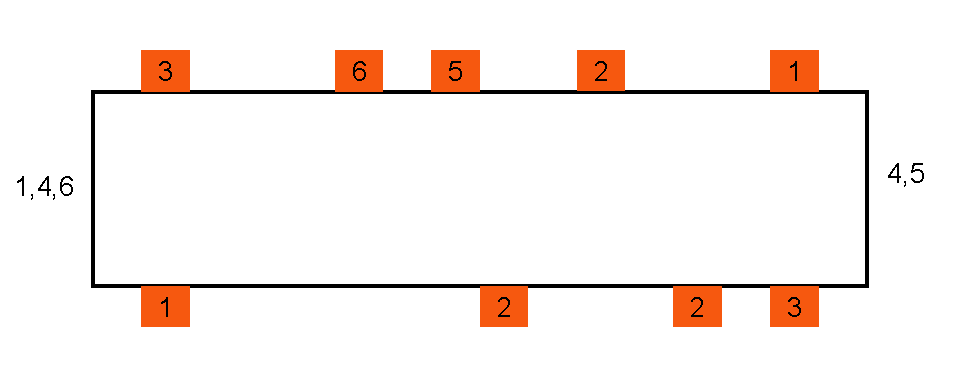
شکل ۱: یک مسئله مسیریابی کانال. پین‌های شماره‌گذاری‌شده در بالای کانال و پایین آن باید به یکدیگر متصل شوند. شبکه‌های مشخص‌شده در سمت چپ و راست کانال باید به همان انتهای کانال منتقل شوند.

روتر کانال نوع خاصی از روترها برای مدارهای مجتمع است. این روتر معمولاً با استفاده از دو لایه اتصال (interconnect)، باید پین‌های مشخص‌شده در بالا و پایین کانال را به هم متصل کند. همچنین، باید شبکه‌های مشخصی را به سمت چپ و راست کانال منتقل کند، اما ترتیب انتقال این شبکه‌ها به دلخواه است. ارتفاع کانال مشخص نشده است و روتر خود محاسبه می‌کند که چه ارتفاعی موردنیاز است.
چگالی کانال برای هر نقطه در داخل کانال تعریف می‌شود و به تعداد شبکه‌هایی اطلاق می‌شود که در هر دو طرف چپ و راست یک خط عمودی در آن نقطه وجود دارند. بیشترین چگالی، حد پایینی برای ارتفاع کانال است. یک «محدودیت چرخه‌ای» زمانی رخ می‌دهد که دو پین در یک ستون (اما با ترتیب‌های متفاوت) در حداقل دو ستون وجود داشته باشند. در مثال ارائه‌شده، شبکه‌های ۱ و ۳ با محدودیت چرخه‌ای مواجه هستند. این مسئله فقط با استفاده از «انحنای مسیر» (doglegs) قابل‌حل است، همان‌طور که برای شبکه ۱ در مثال نشان داده شده است.

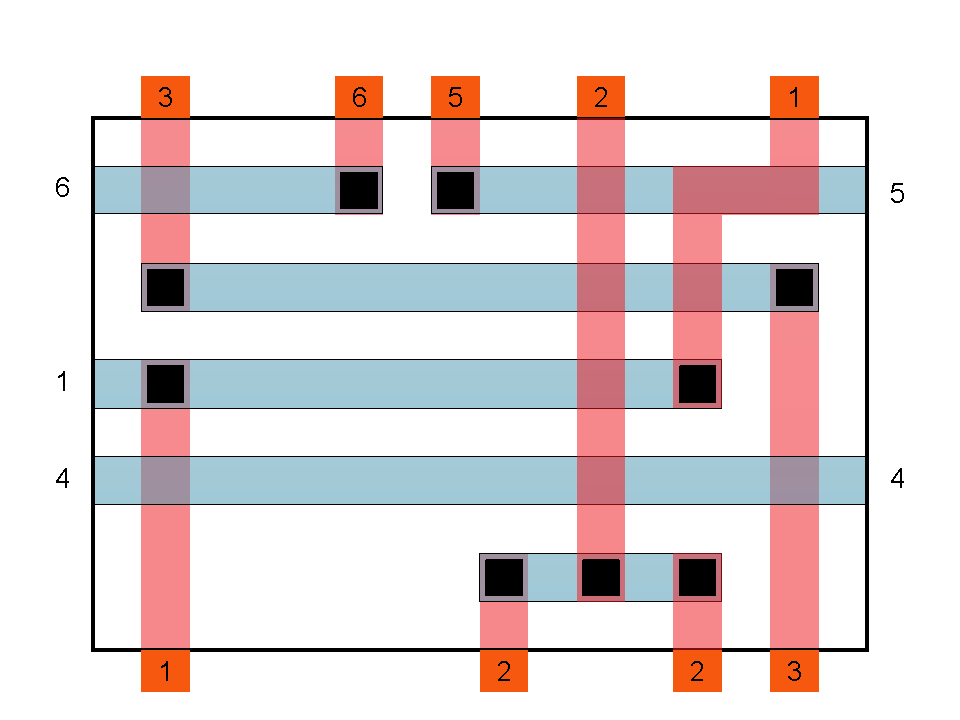
شکل ۲: یک راه‌حل برای مسئله مسیریابی کانال که در بالا نشان داده شده است. راه‌حل‌ها منحصربه‌فرد نیستند و این تنها یکی از بسیاری از راه‌حل‌های ممکن است.

روترهای کانال یکی از نخستین انواع روترها برای مدارهای مجتمع بودند و برای سال‌ها به‌طور گسترده مورد استفاده قرار گرفتند. برنامه YACR احتمالاً یکی از شناخته‌شده‌ترین برنامه‌ها در این حوزه است. با این حال، تراشه‌های مدرن تعداد بسیار بیشتری از دو لایه اتصال دارند. اگرچه تلاش‌هایی برای گسترش روترهای کانال به لایه‌های بیشتر انجام شد، این روش هرگز محبوبیت زیادی پیدا نکرد، زیرا با روش «مسیرگذاری روی سلول» که در آن پین‌ها غیرقابل‌حرکت هستند، به خوبی کار نمی‌کرد. در سال‌های اخیر، روترهای مساحتی (area routers) به‌طور کلی جایگزین روترهای کانال شده‌اند.